# Еяль Голаса
Еяль Голаса (івр. אייל גולסה, нар. 7 жовтня 1991, Нетанья) — ізраїльський футболіст, півзахисник клубу «Маккабі» (Тель-Авів) і національної збірної Ізраїлю.

## Клубна кар'єра
Народився 7 жовтня 1991 року в місті Нетанья. Вихованець юнацьких команд футбольних клубів «Бейтар Нес Тубрук» та «Маккабі» (Хайфа).
У дорослому футболі дебютував 2008 року виступами за команду клубу «Маккабі» (Хайфа), кольори якої захищав протягом наступних шести років.
Згодом протягом 2014–2016 років грав у Греції, виступаючи за ПАОК, після чого повернувся на батьківщину, уклавши контракт з «Маккабі» (Тель-Авів).

## Виступи за збірні
2007 року дебютував у складі юнацької збірної Ізраїлю, взяв участь у 26 іграх на юнацькому рівні, відзначившись 4 забитими голами.
Протягом 2008–2013 років залучався до складу молодіжної збірної Ізраїлю. На молодіжному рівні зіграв у 19 офіційних матчах, забив 1 гол.
2010 року дебютував в офіційних матчах у складі національної збірної Ізраїлю.

## Титули і досягнення
- Чемпіон Ізраїлю (5):

«Маккабі» (Хайфа): 2008-09, 2010-11
«Маккабі» (Тель-Авів): 2018-19, 2019-20, 2023-24
- Володар Кубка Тото (4):

«Маккабі» (Тель-Авів): 2017-18, 2018-19, 2020, 2023-24
- Володар Суперкубка Ізраїлю (2):

«Маккабі» (Тель-Авів): 2019, 2020
- Володар Кубка Ізраїлю (1):

«Маккабі» (Тель-Авів): 2020-21